# Restless Wives

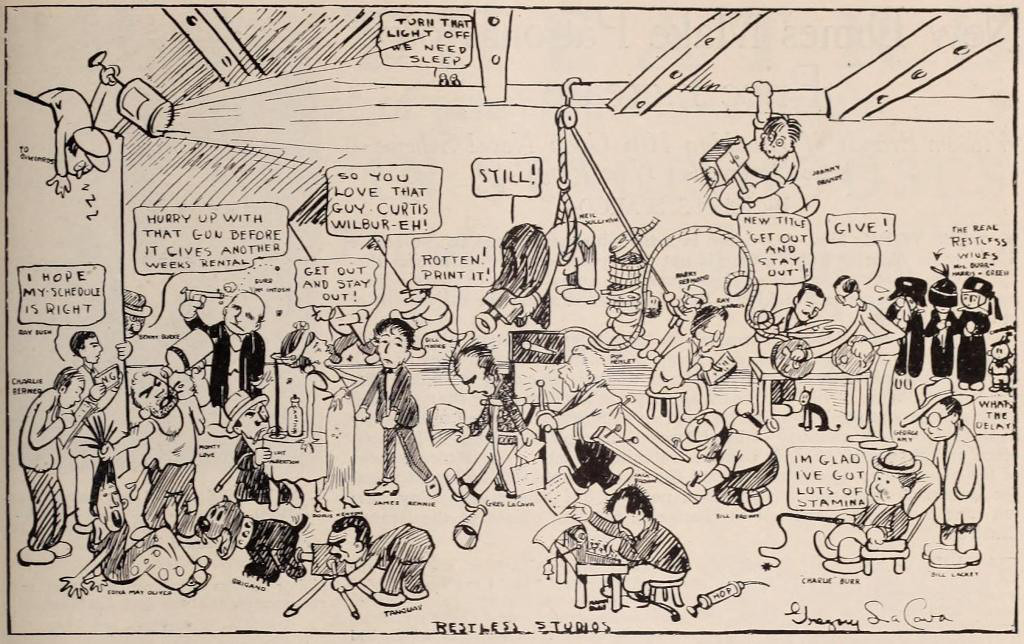
Dessin humoristique du réalisateur Gregory La Cava caricaturant la production du film

Restless Wives est un film américain réalisé par Gregory La Cava, sorti en 1924.

## Synopsis
Alors que le mari de Polly Benson oublie leur anniversaire de mariage, elle accepte une invitation de Curtis Wilbur, un admirateur. Son engouement pour Wilbur conduit le couple au divorce. Cependant, toujours amoureux de Polly, Benson l'enlève et l'emmène dans sa cabane au fond des bois.

## Fiche technique
- Réalisation : Gregory La Cava
- Scénario : Mann Page d'après Restless Wives d'Izola Forrester (en)
- Producteur : 	C.C. Burr
- Photographie : Jack Brown
- Montage : Raymond S. Harris
- Genre : Mélodrame[1]
- Société de production : CC Burr Pictures
- Durée : 7 bobines[2]
- Date de sortie : 6 janvier 1924

## Distribution
- Doris Kenyon
- James Rennie
- Montagu Love
- Edmund Breese
- Burr McIntosh
- Coit Albertson
- Naomi Childers
- Edna May Oliver
- De Sacia Mooers